# لیک سیتی، شهرستان موداک، کالیفرنیا
لیک سیتی (به انگلیسی: Lake City) یک منطقهٔ مسکونی در ایالات متحده آمریکا است که در شهرستان مودوک، کالیفرنیا واقع شده‌است. لیک سیتی ۱۵٫۰۷۲ کیلومتر مربع مساحت و ۶۱ نفر جمعیت دارد و ۱٬۴۱۰ متر بالاتر از سطح دریا واقع شده‌است.